# Cabrero (Chile)
Cabrero es una ciudad y comuna chilena, perteneciente a la provincia de Biobío en la Región del Biobío, en la zona central de Chile.  
Se ubica 459 kilómetros al sur de Santiago, capital del país, 74 kilómetros al este de Concepción, capital de la Región del Biobío, 63 kilómetros al sur de Chillán, capital de la Región de Ñuble, y 56 kilómetros al norte de Los Ángeles, capital de la provincia de Biobío. Limita al Norte con la comuna de Florida, en la Provincia de Concepción, y con la Región de Ñuble, en las comunas de Quillón y Pemuco; al Sur con la comuna de Los Ángeles; al Este con la comuna de Yumbel; y al Oeste con la Región de Ñuble, en la comuna de Yungay. Integra el distrito electoral N.° 21 y la 10.ª circunscripción senatorial (Biobío).

## Origen del nombre
El nombre de Cabrero tiene su origen en el antiguo Fundo Cabrero, mencionado por el ingeniero y geógrafo Luis Risopatrón, en su Diccionario Jeográfico de Chile, en 1924, describiéndolo como un predio de 800 hectáreas, sobre el que se formó el poblado.El fundo pertenecía originalmente al hacendado Luis Vial Solar, dedicado a la explotación de ganadería vacuna, y la siembra de trigo, ubicándose el predio al costado oriente de la actual línea ferroviaria que pasa por la ciudad. En la actualidad, la avenida Vial, una de las principales calles de la ciudad, lleva su apellido como homenaje.

## Historia

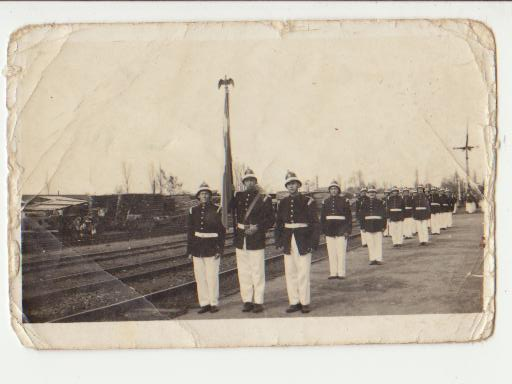
Galvarino Godoy Quijada, Primer Capitán del Cuerpo de Bomberos de Cabrero.

Durante la segunda mitad del siglo XIX, la zona centro-sur del país comienza a expandirse gracias al crecimiento socioeconómico estimulado entre otras cosas por la apertura del ferrocarril hacia el sur, incluyendo ramales hacia zonas interiores. La población comenzó a concentrarse en pueblos y ciudades generando focos demográficos en los alrededores de lo que más tarde sería Cabrero.
Antes de ser reconocido como comuna, Cabrero pertenecía a la comuna de Yumbel, el cual estaba conformado a su vez por las subdelegaciones de Yumbel, Tomeco, Salto del Laja y Las Perlas. El 7 de septiembre de 1897, el presidente Federico Errázuriz Zañartu crea la Municipalidad de Las Perlas, estableciendo su capital en la entonces llamada Villa de Cabrero, que según el censo de 1895 tenía 700 habitantes.
El 30 de diciembre de 1927, se produjo una nueva división administrativa, creándose la comuna de Cabrero, separada de Yumbel y que conservaba sus antiguos límites de las subdelegaciones de Las Perlas y Tomeco. Cabrero quedó bajo la jurisdicción del nuevo Departamento de Yumbel perteneciente a la Provincia de Concepción.
Más tarde, en 1974, el Departamento de Yumbel pasó a conformar la provincia de Biobío, y desde el año 1979, conforme al decreto Ley 2.868, dictado durante el Régimen Militar. toda la zona ubicada al poniente de Río Claro pasa a la administración de Yumbel, mientras que los sectores de Monte Águila, Charrúa, Chillancito y Salto del Laja se integran a la comuna de Cabrero, quedando así estructurada la comuna como se conoce en la actualidad.
Desde los años 90, en la ciudad de Monte Águila, segundo núcleo urbano de la comuna, ha existido un fuerte sentimiento independentista, debido al crecimiento de su población; por la poca inversión de dinero y proyectos en el territorio por parte de la primera administración comunal en democracia, del alcalde democratacristiano Hasan Sabag Castillo (1992-2012), y por la identidad propia de la ciudad de Monte Águila, en donde sus habitantes no se identifican con la capital de su comuna, Cabrero. Por esta razón, la ciudad ha presentado dos proyectos ante la SUBDERE, con el fin de ser comuna, en los años 2006, y en el año 2015, con el apoyo de la diputada Loreto Carvajal.Al no tener Monte Águila una administración central, y estar siempre subordinado a una comuna más grande designada por el Gobierno, sin dar posibilidad de una autodeterminación de sus vecinos, han hecho que los monteaguilinos sientan desde siempre una situación descrita por ellos de "abandono".

## Medio ambiente

### Geomorfología y componentes abióticos

Trazado simplificado de los ecosistemas y cuerpos de agua presentes en la comuna de Cabrero.

La comuna de Cabrero se encuentra emplazada en la unidad geomorfológica de Llano central fluvio-glacio-volcánico; y presenta según la clasificación climática de Köppen clima mediterráneo de lluvia invernal (Csb). Esta además se halla entre las cuencas hidrográficas de Río Biobío y Río Itata. Además, la comuna posee diversos cuerpos de agua, entre los que se destacan la Laguna de Las Represas, Laguna Los Caulles y Laguna Los Litres; y Río Claro y Río Itata.

### Componentes bióticos
Dentro del territorio de la comuna se puede encontrar el siguiente ecosistema:
- Bosque esclerófilo psamófilo mediterráneo interior donde predominan Quillaja saponaria y Fabiana imbricata (En peligro crítico)

### Medidas de protección ambiental y conflictos socioambientales
Hasta 2022, la comuna de Cabrero no cuenta con ningún área territorial destinada a la protección ambiental.

## Demografía
La comuna de Cabrero abarca una superficie de 639,8 km² y una población de 28.573 habitantes (Censo 2017), correspondientes a un 1,43% de la población total de la región y una densidad de 43,99 hab/km². Del total de la población, 14.399 son mujeres (50,39%) y 14.174 son hombres (49,61%). Un 23,64% (6 653 hab.) corresponde a población rural, y un 76,36% (21 492 hab.) corresponde a población urbana.
La comuna de Cabrero posee las siguientes ciudades, pueblos, aldeas y caseríos, con base en lo informado por el censo de 2017:

### Ciudades
- Cabrero: 28.573 habitantes (censo 2017)
- Monte Águila: 6.574 habitantes.

### Aldeas
- Charrúa: 530 habitantes.

### Caseríos
- Charrúa Sur: 379 habitantes.
- El Progreso: 219 habitantes.
- Salto del Laja: 70 habitantes.
- El Rosal: 59 habitantes.
- Santa Juana: 47 habitantes.
- El Manzano: 46 habitantes.
- Los Castaños: 22 habitantes.

También se deben mencionar algunas zonas pobladas no mencionadas por dicho censo, entre las que se encuentran Los Aromos, Estero Los Sapos, El Manzano, la Laguna de Coihuico, Los Leones, Quinel, La Colonia, Colicheu, El Progreso, Puentes Negros, Los Canelos y Lomas de Angol.

## Administración

### Municipalidad

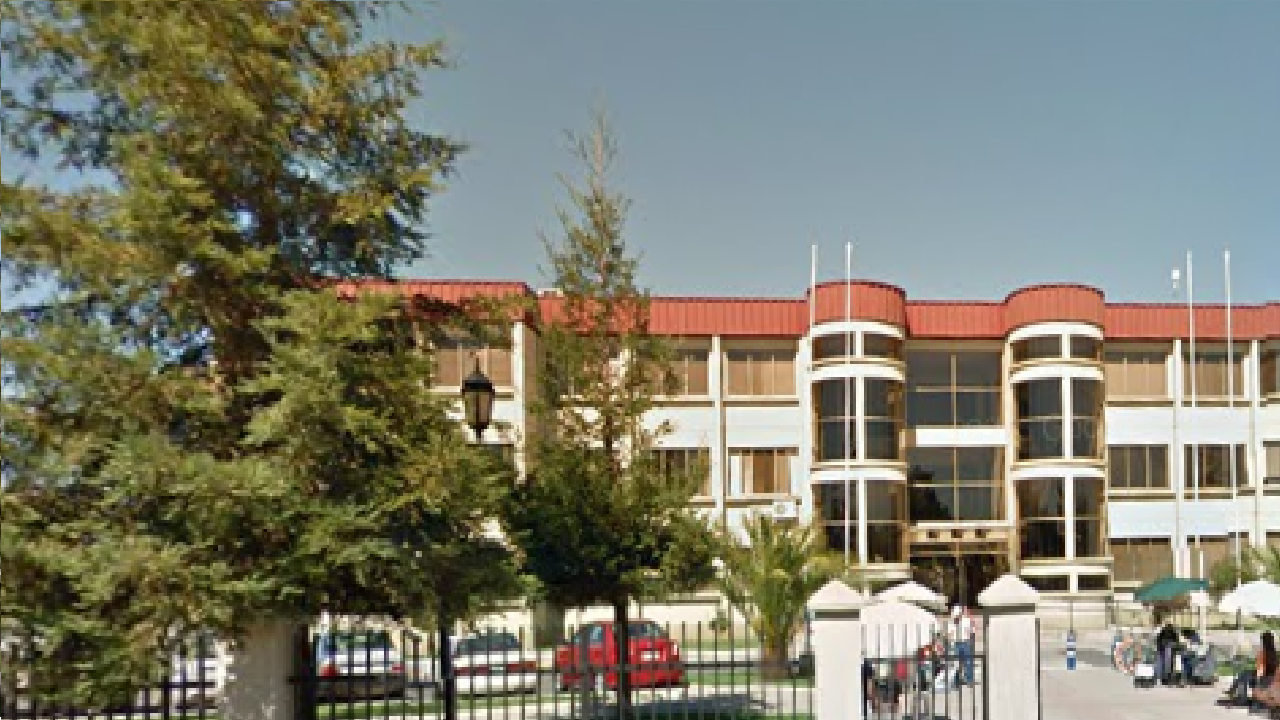
Edificio de la Municipalidad de Cabrero.

La Ilustre Municipalidad de Cabrero es dirigida para el período 2024-2028 por el alcalde Yusef Sabag Araneda (IND), quien trabaja junto a un concejo municipal normativo y fiscalizador de la administración.  
Los concejales que conforman el Concejo municipal son:
Centro Democrático
- Michael Esparza Figueroa (PPD).

Chile Vamos
- Pedro Esparza Zavala (Evópoli).

Partido Social Cristiano
- Mauricio Rodríguez Rivas (PSC).

Republicanos
- Sebastián Güenante Arancibia (PRep).
- Miguel San Martín Sánchez (PRep).
  -     - [(Partido Demócrata Cristiano])***
- Jorge Hernández Gutiérrez ([Partido Demócrata Cristiano [PDC])

### Representación parlamentaria
Cabrero forma parte de la circunscripción senatorial X y del distrito electoral 21. Es representada en la Cámara de Diputados del Congreso Nacional por los siguientes diputados:
- Flor Weisse Novoa (Unión Demócrata Independiente)
- Karen Andrea Medina Vásquez (Partido de la Gente)
- Joanna Pérez Olea (Partido Demócrata Cristiano)
- Cristóbal Urruticoechea Ríos (Partido Republicano de Chile)
- Clara Inés Sagardía Cabezas (IND - Convergencia Social)

En el Senado, la representan:
- Sebastián Keitel Bianchi (Evolución Política)
- Enrique Van Rysselberghe Herrera (Unión Demócrata Independiente)
- Gastón Saavedra Chandía (Partido Socialista de Chile)

## Economía
En 2018, la cantidad de empresas registradas en Cabrero fue de 466. El Índice de Complejidad Económica (ECI) en el mismo año fue de 0,0, mientras que las actividades económicas con mayor índice de Ventaja Comparativa Revelada (RCA) fueron Fabricación de Tableros, Paneles y Hojas de Madera para Enchapado (279,41), Venta al por Mayor de Combustibles Sólidos (111,2) y Transmisión de Energía Eléctrica (53,38).

### Agricultura
Ubicado entre los ríos Itata y Laja, antes de su fundación el sector de Cabrero era un paisaje arenoso y agreste, improductivo y escasamente poblado. Sin embargo, gracias a diversas obras de riego realizadas durante el periodo colonial, sus terrenos se volvieron aptos para el desarrollo silvoagropecuario.

### Energías renovables
Pese a tener un ángulo de incidencia de la radiación solar medio en comparación a las zonas más septentrionales del país, el  11 de agosto de 2020, fue inaugurado el parque solar Cabrero, la primera huerta solar de la Región del Biobío y la más austral del mundo. Fueron instalados 7056 paneles fotovoltaicos en un predio de 7 hectáreas, con una potencia instalada de 3 MW, contribuyendo así a la generación de energías renovables en Chile.

### Turismo
Dentro de los atractivos turísticos de Cabrero figuran el Salto del Laja, la parroquia de Santa Filomena y la localidad de Monte Águila.

## Cultura

### Religión
Si bien la religión que prima en la comuna es la católica, con 12 667 creyentes (censo de 2012), Cabrero posee muchos evangélicos o protestantes, totalizando 6 766. Por otra parte, 1 735 cabrerinos se consideran ateos o bien no profesan ninguna religión.

## Deportes

### Fútbol
La comuna de Cabrero cuenta con un equipo de fútbol amateur, actualmente  compitiendo en la tercera división B de Chile, llamado Corporación Deportiva Comunal Cabrero, fundado como institución el año 2017 y debutando en la temporada 2018. El cuadro local hace las veces de local en el estadio Luis Figueroa Riquelme de Cabrero y también en el estadio municipal de Monte Águila.

## Medios de comunicación

### Radioemisoras
FM
- 91.9 MHz - Radio Supernova
- 94.3 MHz - Radio La Más Popular
- 94.9 MHz - Radio Cadena Sur
- 96.5 MHz - Radio La Mexicana
- 99.3 MHz - Radio Creación
- 100.1 MHz - Radio Karina
- 105.5 MHz - Radio Antena 5
- 107.1 MHz - Radio Conexión
- 107.5 MHz - Radio Stación X
- 107.9 MHz - FM Diez

### Televisión
TDT
- 3.1 - La Red HD
- 6.1 - TVN HD
- 6.2 - NTV
- 9.1 - Mega HD
- 9.2 - Mega 2
- 11.1 - Chilevisión HD
- 11.2 - UChile TV
- 13.1 - Canal 13 HD
- 13.2 - T13 En Vivo

Cable
- Juntos TV (Yumbel)
  - Mundo Pacífico: Canal 774 (HD)[31]
- TVC Mi Canal (Cabrero)
  - TV Cable del Sur: Canal 4 (SD)[32]
- Canal 11 Televisión (Monte Águila)
  - TV Cable del Sur: Canal 11 (SD)[32]